# إنكا (لاعب كرة قدم)
إنكا (بالبرتغالية: Glaucineis Martins‏) هو لاعب كرة قدم برازيلي في مركز الوسط، ولد في 19 سبتمبر 1973 في ساو باولو في البرازيل. لعب مع Club Sportivo San Lorenzo ‏.

## وصلات خارجية
- إنكا (لاعب كرة قدم) على موقع قاعدة بيانات كرة القدم.إي يو (الإنجليزية)
- إنكا (لاعب كرة قدم) على موقع Soccerway.com (الإنجليزية)